# 奇異偽蕈甲屬
奇異偽蕈甲屬（學名：Thescelostrophus）為鞘翅目偽蕈甲科當中一個已滅絕的屬級分類元。

## 形態描述
本種身體小型，體型成狹長橢圓狀，後端較狹窄。角質層成黃棕色。頭小型，觸角與眼睛非常接近。前胸背板成橫扁狀，無毛。前胸背板盤區後1/4有些微凹陷。翅鞘長 2.20 mm，寬 1.60 mm。所有足股節中段些許膨大。頭部小，頸斷縮窄。眼睛大，向兩旁膨出，且在背側觀幾乎相接。觸角絲狀，11節，基部可由頂端觀得。無額楯縫，唇橫向。大顎短且寬。外咽縫（Gular sutures）不可見。顎鬚4節，小顎鬚頂端成細圓柱狀。足修長，脛節修長，前足及中足跗節皆有五節，後足僅有四節。跗前爪（Pretarsal claw）彎曲，爪式單純且鋒利。腹板五節。後基節橫向。
本種最近似於現生的新偽蕈甲屬（Synstrophus），但可根據觸角形態作區分，本種的觸角較為細長，與現生種類有所差異，且脛節突較短，跗節較長。本種形態上也與另一已滅絕的白堊新偽蕈甲屬近似，但本種的鞘翅上幾近無毛。而無毛及觸角較長這點也可以與Pseudohallomenus作區分。

## 系統分類學
本屬屬於偽蕈甲科優偽蕈甲族的成員。

## 發現歷史
2016年，廣州中山大學生命科學學院俞雅麗根據一件緬甸琥珀中，發表了白堊奇異偽蕈甲，同時發表一未描述過的屬級分類元奇異偽蕈甲屬。

## 命名語源
本屬學名的「Thescelos-」為希臘文「令人讚嘆」之意，而字根「-strophus」則為許多優偽蕈甲族成員的共同字根。